# Велика Села
Велика Села (словен. Velika sela) — поселення в общині Чрномель, Південно-Східна Словенія, Словенія. Висота над рівнем моря: 271,9 м.